# Condong (del av en befolkad plats i Australien)
Condong är en del av en befolkad plats i Australien. Den ligger i kommunen Tweed och delstaten New South Wales, i den sydöstra delen av landet, omkring 650 kilometer norr om delstatshuvudstaden Sydney. Antalet invånare är 256.
Runt Condong är det ganska glesbefolkat, med 24 invånare per kvadratkilometer.. Närmaste större samhälle är Tweed Heads, omkring 19 kilometer nordost om Condong. 
Trakten runt Condong består till största delen av jordbruksmark. Genomsnittlig årsnederbörd är 1 801 millimeter. Den regnigaste månaden är januari, med i genomsnitt 320 mm nederbörd, och den torraste är oktober, med 41 mm nederbörd.